# 切爾尼希夫 (桑博爾區)
49°36′35″N 23°20′16″E / 49.60972°N 23.33778°E
切爾尼希夫（烏克蘭語：Чернихів），是烏克蘭西部的村莊，隸屬利維夫州的桑比爾區。該村始建於1445年，面積5.51平方公里，海拔高度272米，2001年人口447，人口密度每平方公里81.13人。